# Орієнтований матроїд
Орієнтований матроїд — математична структура, яка узагальнює властивості орієнтованих графів, розташувань векторів у впорядкованому полі, а також розташувань гіперплощин у впорядкованому полі, за аналогією з тим, як звичайний матроїд узагальнює властивості звичайних графів, розташувань векторів або гіперплощин у звичайному полі.

## Позначення
Орієнтована множина {\displaystyle X} — множина {\displaystyle {\underline {X}}} із розбиттям її елементів на дві підмножини: підмножина «додатних елементів» {\displaystyle X^{+}}і підмножина «від'ємних» — {\displaystyle X^{-}}.
Множину {\displaystyle {\underline {X}}=X^{+}\cup X^{-}}називають опорою орієнтованої множини {\displaystyle X}.
Порожня орієнтована множина {\displaystyle \emptyset } — орієнтована множина з опорою {\displaystyle {\underline {\emptyset }}} (відповідно, з порожньою множиною «додатних» елементів і порожньою множиною «від'ємних»).
Орієнтована множина {\displaystyle Y} є протилежною орієнтованій множині {\displaystyle X}, якщо {\displaystyle Y^{+}=X^{-}}і {\displaystyle Y^{-}=X^{+}}.

## Визначення в термінах циклів
Множина {\displaystyle {\mathcal {C}}} орієнтованих підмножин множини {\displaystyle E} буде набором циклів орієнтованого матроїда, якщо виконуються такі аксіоми:
- (C0) {\displaystyle \emptyset \notin {\mathcal {C}}},
- (C1) {\displaystyle {\mathcal {C}}=-{\mathcal {C}}},
- (C2) для будь-яких {\displaystyle X,Y\in {\mathcal {C}}}, якщо {\displaystyle {\underline {X}}\subseteq {\underline {Y}}}, то {\displaystyle X=Y} або {\displaystyle X=-Y},
- (С3) для будь-яких {\displaystyle X,Y\in {\mathcal {C}},X\neq -Y}, і {\displaystyle e\in X^{+}\cap Y^{-}} існує {\displaystyle Z\in {\mathcal {C}}} таке, що {\displaystyle Z^{+}\subseteq (X^{+}\cup Y^{+})\backslash \{e\}} і {\displaystyle Z^{-}\subseteq (X^{-}\cup Y^{-})\backslash \{e\}}.